# Daniel Briceño
Daniel Briceño (Cúcuta, Norte de Santander; 6 de septiembre de 1985) más conocido como el Indio Briceño es un exfutbolista y entrenador colombiano. Jugaba como defensa. Actualmente dirige al equipo sub-17 de las Divisiones menores de Millonarios. Es hermano gemelo del también exfutbolista y entrenador Óscar Briceño.

## Trayectoria como jugador
Su carrera arrancó en 2005 en Deportes Tolima, donde jugó inicialmente en la Copa Sudamericana y luego en la liga, registrando 50 apariciones y 2 goles entre 2005 y 2006 . 
Daniel, anoto el gol del título de la Selección Colombia en los Juegos Centroamericanos y del Caribe en el año 2006. Ese rendimiento le abrió camino a Deportivo Cali en dos etapas (2007 y luego 2008–2010), donde obtuvo la Copa Colombia 2010.
En 2011, Briceño dio su primer paso internacional al fichar por el Monagas SC de Venezuela. Allí disputó 23 partidos esa temporada.
Luego regresó brevemente al país con Atlético Junior en 2012, para después integrarse a La Equidad entre agosto de ese año y 2015, con un total estimado de 75 presencias y 3 goles.
En los ciclos 2015–2016 defendió los colores de Deportivo Pasto, sumando cerca de 26 partidos oficiales más copas nacionales, sin marcar goles.
En enero de 2017 fue anunciado como nuevo refuerzo del Deportivo Lara en Venezuela; disputó 7 partidos en el Apertura 2017. Posteriormente regresó a Colombia para vestir la camiseta de Alianza Petrolera durante la segunda mitad de 2017 y parte de 2018, aunque con apenas 8 apariciones.
Su temporada final fue en 2019 con Patriotas Boyacá, donde disputó 8 partidos antes de colgar los guayos definitivamente al cierre del año.

## Dirección técnica
El 24 de mayo de 2022, fue anunciado como nuevo entrenador del Club Llaneros Femenino para la temporada 2023.

## Clubes

### Como jugador
| Club                         | Div.                | Temporada           | Liga  | Liga  | Copas | Copas | Internacional | Internacional | Total | Total |
| Club                         | Div.                | Temporada           | Part. | Goles | Part. | Goles | Part.         | Goles         | Part. | Goles |
| ---------------------------- | ------------------- | ------------------- | ----- | ----- | ----- | ----- | ------------- | ------------- | ----- | ----- |
| Deportes Tolima · Colombia   | 1.ª                 | 2005-06 y A-2008    | 50    | 2     | -     | -     | 6             | 0             | 56    | 2     |
| Deportivo Cali · Colombia    | 1.ª                 | 2007                | 20    | 0     | -     | -     | -             | -             | 20    | 0     |
| Deportivo Cali · Colombia    | 1.ª                 | F-2008              | 20    | 0     | -     | -     | 1             | 0             | 21    | 0     |
| Real Cartagena · Colombia    | 1.ª                 | A-2009              | 0     | 0     | -     | -     | -             | -             | 0     | 0     |
| Deportivo Cali · Colombia    | 1.ª                 |                     |       |       |       |       |               |               |       |       |
| Deportivo Cali · Colombia    | 1.ª                 | F-2009              | 4     | 0     | 1     | 1     | -             | -             | 5     | 1     |
| Deportivo Cali · Colombia    | 1.ª                 | 2010                | 8     | 0     | 1     | 1     | -             | -             | 9     | 1     |
| Deportivo Cali · Colombia    | Total club          | Total club          | 52    | 2     | 2     | 2     | 1             | 0             | 53    | 2     |
| Monagas · Venezuela          | 1.ª                 | 2011                | 15    | 0     | -     | -     | -             | -             | 15    | 0     |
| Monagas · Venezuela          | 1.ª                 | 2012                | 8     | 0     | -     | -     | -             | -             | 8     | 0     |
| Monagas · Venezuela          | Total club          | Total club          | 23    | 0     | 0     | 0     | 0             | 0             | 23    | 0     |
| Junior · Colombia            | 1.ª                 | A-2012              | 9     | 0     | -     | -     | 2             | 0             | 11    | 0     |
| La Equidad · Colombia        | 1.ª                 | F-2012              | 15    | 0     | 1     | 0     | -             | -             | 16    | 0     |
| La Equidad · Colombia        | 1.ª                 | 2013                | 13    | 3     | 6     | 0     | 0             | 0             | 19    | 3     |
| La Equidad · Colombia        | 1.ª                 | 2014                | 25    | 0     | 9     | 0     | -             | -             | 34    | 0     |
| La Equidad · Colombia        | 1.ª                 | A-2015              | 3     | 0     | 3     | 0     | -             | -             | 6     | 0     |
| La Equidad · Colombia        | Total club          | Total club          | 56    | 3     | 19    | 0     | 0             | 0             | 75    | 3     |
| Deportivo Pasto · Colombia   | 1.ª                 | F-2015              | 19    | 0     | 3     | 1     | -             | -             | 22    | 1     |
| Deportivo Pasto · Colombia   | 1.ª                 | 2016                | 7     | 0     | 6     | 1     | -             | -             | 13    | 1     |
| Deportivo Pasto · Colombia   | Total club          | Total club          | 26    | 0     | 9     | 2     | 0             | 0             | 35    | 2     |
| ACD Lara · Venezuela         | 1.ª                 | A-2017              | 7     | 0     | -     | -     | -             | -             | 7     | 0     |
| Alianza Petrolera · Colombia | 1.ª                 | F-2017              | 6     | 0     | -     | -     | -             | -             | 6     | 0     |
| Alianza Petrolera · Colombia | 1.ª                 | A-2018              | 2     | 0     | -     | -     | -             | -             | 2     | 0     |
| Alianza Petrolera · Colombia | Total club          | Total club          | 8     | 0     | 0     | 0     | 0             | 0             | 8     | 0     |
| Patriotas Boyacá · Colombia  | 1.ª                 | 2019                | 8     | 0     | 1     | 0     | -             | -             | 9     | 0     |
| Total en su carrera          | Total en su carrera | Total en su carrera | 239   | 5     | 31    | 4     | 9             | 0             | 279   | 9     |

### Como asistente técnico
| Equipo                   | AT de:          | Periodo             | Periodo               |
| Equipo                   | AT de:          | Desde               | Hasta                 |
| ------------------------ | --------------- | ------------------- | --------------------- |
| Club Llaneros · Colombia | Wilmer Sandoval | 21 de julio de 2020 | 13 de febrero de 2021 |

### Como formador
| Club          | País     | Año             |
| ------------- | -------- | --------------- |
| Club Llaneros | Colombia | 2021 - 2022     |
| Millonarios   | Colombia | 2024 - Presente |

### Como entrenador
| Club Llaneros Femenino · Colombia | 1ª                  | 2023                | 16 | 7 | 1 | 8 | - | - | - | - | - | - | - | - | 16 | 7 | 1 | 8 | 45.83% |
| Club Llaneros Femenino · Colombia | Total               | Total               | 16 | 7 | 1 | 8 | 0 | 0 | 0 | 0 | 0 | 0 | 0 | 0 | 16 | 7 | 1 | 8 | 45.83% |
| Total en su carrera               | Total en su carrera | Total en su carrera | 16 | 7 | 1 | 8 | 0 | 0 | 0 | 0 | 0 | 0 | 0 | 0 | 16 | 7 | 1 | 8 | 45.83% |
| 1. 2.                             |                     |                     |    |   |   |   |   |   |   |   |   |   |   |   |    |   |   |   |        |

## Palmarés

### Campeonatos nacionales
| Título        | Club           | País     | Año  |
| ------------- | -------------- | -------- | ---- |
| Copa Colombia | Deportivo Cali | Colombia | 2010 |

### Torneos internacionales
| Título                               | Equipo                    | País     | Temporada |
| ------------------------------------ | ------------------------- | -------- | --------- |
| Juegos Centroamericanos y del Caribe | Selección Colombia Sub-21 | Colombia | 2006      |